# تهانی القحطانی
تهانی القحطانی (زادهٔ ۳ اوت ۱۹۹۹) ورزشکار جودو اهل عربستان سعودی است.
رویارویی دو ورزشکار جودوی زن اسرائیل و عربستان سعودی برای اولین‌بار در المپیک توکیو یک رویداد تاریخی را رقم زد. تهانی القحطانی، ورزشکار جودوی از عربستان سعودی در این مسابقه مقابل راز هرشکو از اسرائیل قرار گرفت. خانم القحطانی در این مسابقه بدون حجاب حاضر شد. تصمیم او برای این رویارویی با حمایت افراد زیادی در عربستان سعودی مواجه شد. راز هرشکو، در این مسابقه پیروز شد. این دو ورزشکار پس از پایان مسابقه با هم دست دادند. پس از این رویارویی، خبرگزاری تسنیم در توییتی نوشت که تهانی القحطانی حاضر به رقابت با همتای اسرائیلی خود نشد و به همین دلیل از دور مسابقات حذف شد. به نظر می‌رسد که تسنیم این توییت را پاک کرده باشد.